# Aeroportul Național Cupul
Aeroportul Național Cupul (IATA: TZM, ICAO: MM72) este un aeroport din Tizimín⁠(d), Tizimín⁠(d), Yucatán, Mexic ce deservește zona Tizimín⁠(d).
Situat la o altitudine de 23 m, aeroportul dispune de 1 pistă.

## Infrastructură

### Piste
Aeroportul dispune de o singură pistă. Pista 13/31 are suprafața de asfalt. 